# Lamberto Gardelli
Lamberto Gardelli (Venècia, 8 de novembre de 1915 – Múnic, 17 de juliol de 1998) fou un director d'orquestra italià.
Gardelli va ser considerat un especialista en les obres de Giuseppe Verdi. Va fer diversos enregistraments de les seves òperes, entre elles, Alzira, Attila, Stiffelio, I Masnadieri, Ernani, Oberto, Rigoletto, La forza del destino i Un Giorno di Regno, així com de l'òpera de Giordano Fedora (amb Magda Olivero). Va ser mentor de diverses sopranos, incloent-hi Lucia Aliberti i la diva hongaresa Sylvia Sass, amb qui va gravar l'òpera de Cherubini Medea. Va ser el principal director de l'Orquestra simfònica nacional danesa des de 1986 fins a 1988. Va ser director convidat a l'Orquestra Simfònica del Gran Teatre del Liceu.